# Stabat Mater (Pergolesi)

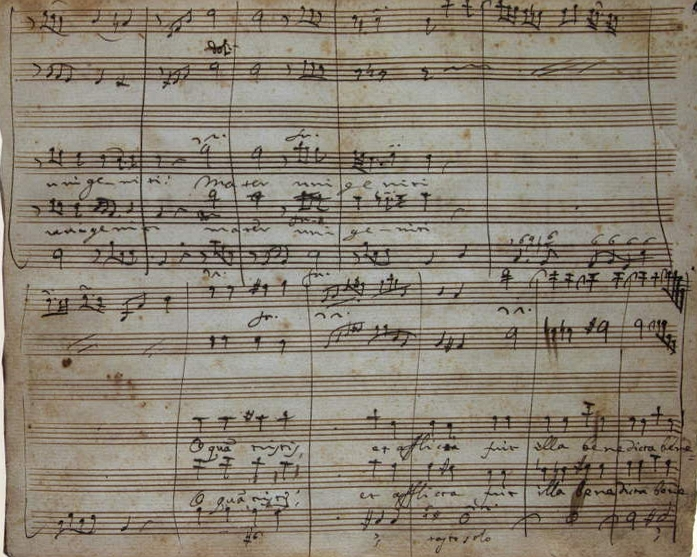
Pergolesi's autograaf van deel 3: O Quam Tristis et Afflicta

Het Stabat Mater in f-mineur dat Giovanni Battista Pergolesi componeerde in 1736, is een toonzetting van het Stabat Mater, een cyclus van gezangen over de heilige Maria. 

## Geschiedenis
Huilend stond de moeder aan de voet van het kruis, waaraan haar zoon te sterven hing.
Zo luidt de beginregel van het gedicht dat in de 13e eeuw geschreven werd door een franciscaan (mogelijk Bonaventura, John Peckham of Jacopone da Todi) ter ere van Maria die treurt om het lot van haar zoon Jezus aan het kruis. Het is door vele componisten op muziek gezet en Pergolesi's versie is een van de bekendste.
Pergolesi kreeg van een broederschap van vrome adellijke leken de opdracht een nieuw Stabat Mater te maken voor de San Luigi-kerk in Napels. Het moest dienen ter vervanging van het als 'ouderwets' beschouwde Stabat Mater uit 1724 van Alessandro Scarlatti, dat in het voorafgaande decennium elke Goede Vrijdag was uitgevoerd als onderdeel van de liturgie. Waarschijnlijk heeft Pergolesi het Stabat Mater met tussenpozen geschreven. Het slotduet schreef hij op zijn sterfbed in 1736. Pergolesi had tuberculose, waaraan hij op 26-jarige leeftijd stierf.
In heel Europa trok zijn Stabat Mater veel belangstelling. Het werd het meest gedrukte muziekwerk in de 18e eeuw, maar doordat niet alle muziekuitgevers even zorgvuldig omgingen met Pergolesi's autograaf, verschenen vele onnauwkeurige uitgaven. Ook verschenen bewerkingen waarbij het orkest werd uitgebreid met blazers en/of een koor werd toegevoegd. In de 20e en 21e eeuw baseert men zich bij uitvoeringen en opnamen, volgens de inzichten van de historisch geïnformeerde uitvoeringspraktijk, doorgaans op Pergolesi's oorspronkelijke partituur. Hij had in navolging van Alessandro Scarlatti gekozen voor de intieme bezetting van twee (mannelijke) solostemmen (sopraan en altus), begeleid door strijkers (twee violen en altviool) en basso continuo (cello en orgel). 
De beroemde filosoof Jean-Jacques Rousseau, die zelf ook componeerde, noemde het openingsdeel "het meest volmaakte en ontroerende duet dat ooit van de pen van een componist is gevloeid". De bewondering voor dit werk blijkt ook uit het feit dat andere componisten, onder wie Giovanni Paisiello, Joseph Eybler, Johann Adam Hiller, Abbé Vogler, Antonio Salieri, Franz Xaver Süßmayr, Otto Nicolai en Alexej Lvov er bewerkingen van maakten. Naar aanleiding van die laatstgenoemde versie schreef Richard Wagner een uitvoerige analyse in 1840. Johann Sebastian Bach gebruikte Pergolesi's Stabat Mater als basis voor het motet Tilge, Höchster, meine Sünden (BWV 1083), op een Duitstalige, lutheraanse parafrase van de miserere-tekst (psalm 51).
Tegenover alle bewondering voor Pergolesi's meesterwerk staat de opinie van de vooraanstaande musicoloog Padre Martini, die in 1774 de galante stijl van het werk niet passend vond. Volgens hem leek het te veel op Pergolesi's opera buffa La Serva Padrona.

## Opbouw
1. Stabat Mater Dolorosa
2. Cuius Animam Gementem
3. O Quam Tristis et Afflicta
4. Quae Moerebat et Dolebat
5. Quis est Homo
6. Vidit Suum Dulcem Natum
7. Eia Mater Fons Amoris
8. Fac, ut Ardeat cor Meum
9. Sancta Mater, Istud Agas
10. Fac ut Portem Christi Mortem
11. Inflammatus et Accensus
12. Quando Corpus Morietur